# Ярвин, Кёртис
Кёртис Ярвин (англ. Curtis Guy Yarvin, род. 25 июня 1973, Бруклин, Нью-Йорк), также известный под псевдонимом Менсиус Молдбаг (англ. Mencius Moldbug) — американский ультраправый блогер и мыслитель. Ярвин и его идеи часто ассоциируются с альтернативными правыми. С 2007 по 2014 год он вёл блог под названием «Безусловные оговорки» (англ. Unqualified Reservations), в котором утверждал, что американская демократия — это провальный эксперимент и её следует заменить монархией или корпоративным правительством. Он известен, наряду с коллегой-неореакционером английским философом Ником Ландом, разработкой антиэгалитарных и антидемократических идей Тёмного Просвещения.
Ярвин связан с сайтом Breitbart News, бывшим главным стратегом Белого дома Стивом Бэнноном и инвестором-миллиардером Питером Тилем. Его идеи пользовались особым влиянием среди радикально правых и палеолибертарианцев, а публичные выступления видных инвесторов, таких как Тиль, перекликались с проектом Ярвина по отделению от США и установлению диктатуры руководителей технологических компаний. Журналист Майк Вендлинг назвал Ярвина «любимым преподавателем философии альтернативных правых»; Бэннон, в частности, читал его работы и восхищался ими.
В 2002 году Ярвин основал вычислительную платформу Urbit. В 2019 году он ушёл из Tlon, компании, которую он основал для управления и развития Urbit.
В 2025 году The New York Times назвала Ярвина «придворным философом Трампа».

## Биография

### Ранние годы
Родился в семье дипломата. Часть школьной программы освоил на домашнем обучении, после чего в 12 лет сразу в старшую школу. В 18 лет закончил Брауновский университет, после чего зачислился на аспирантскую программу по информатике в Калифорнийском университете в Беркли

## Критика
Взгляды Ярвина были описаны как расистские, а его труды интерпретировались как защита рабства, включая убеждение, что у «белых людей» IQ якобы выше, чем у чернокожих, по генетическим причинам. Сам Ярвин утверждает, что он не расист, поскольку, хотя он и сомневается в том, что «все расы одинаково умны», идея о том, «что люди, набравшие более высокие баллы в тестах на IQ, в каком-то смысле являются высшими человеческими существами», «ужасна». Автор также оспаривает своё согласие с институтом рабства, но утверждает, что некоторые расы «лучше приспособлены» к рабству, чем другие.
В 2015 году приглашение Ярвина выступить с докладом об Urbit на конференции по программированию Strange Loop было отменено из-за жалоб других участников. В 2016 году очередное приглашение на конференцию по функциональному программированию LambdaCof привело к отзыву пяти докладчиков, двух подконференций и нескольких спонсоров.